# Nazionale femminile under 17 di calcio dell'Italia
La Nazionale Under-17 di calcio femminile dell'Italia è la rappresentativa calcistica femminile dell'Italia formata da giocatrici al di sotto dei 17 anni, ed è posta sotto l'egida della Federazione Italiana Giuoco Calcio.

## Piazzamenti agli Europei Under-17
- 2008: Non qualificata
- 2009: Non qualificata
- 2010: Non qualificata
- 2011: Non qualificata
- 2012: Non qualificata
- 2013: Non qualificata
- 2014: Terzo posto
- 2015: Non qualificata
- 2016: Fase a gironi
- 2017: Non qualificata
- 2018: Fase a gironi
- 2019: Non qualificata
- 2020 - 2021: Tornei annullati
- 2022: Non qualificata
- 2023: Non qualificata
- 2024: Non qualificata
- 2025: Semifinali

## Piazzamenti ai Mondiali Under-17
- 2008: Non qualificata
- 2010: Non qualificata
- 2012: Non qualificata
- 2014: Terzo posto
- 2016: Non qualificata
- 2018: Non qualificata
- 2022: Non qualificata
- 2025: Qualificata

## Tutte le rose

### Mondiali
Campionato mondiale femminile under 17 FIFA 20141 Durante, 2 Vergani, 3 Boattin, 4 Cavicchia, 5 Tortelli, 6 Mella, 7 Bergamaschi, 8 Simonetti, 9 Garavelli, 10 Giugliano, 11 Marinelli, 12 Toniolo, 13 Peressotti, 14 Abati, 15 Serturini, 16 Rizza, 17 Mascarello, 18 Piemonte, 19 Ceccarelli, 20 Merlo, 21 Cartelli, CT: Sbardella

### Europei
Campionato d'Europa femminile under 17 UEFA 20141 Durante, 2 Vergani, 3 Boattin, 4 Cavicchia, 5 Perin, 6 Mella, 7 Bergamaschi, 8 Simonetti, 9 Marinelli, 10 Giugliano, 11 Vigilucci, 12 Toniolo, 13 Peressotti, 14 Abati, 15 Serturini, 16 Rizza, 17 Mascarello, 18 Piemonte, 22 Piazza, CT: Sbardella

## Organico

### Rosa attuale
Lista delle 20 convocate dalla selezionatrice Selena Mazzantini per la Fase Élite di qualificazione al Campionato europeo femminile under 17 di calcio 2025, tenutasi in Croazia dall'8 al 14 marzo 2025.
| 1  | P | Matilde Robbioni    | 20 giugno 2008    |  |  | Inter      |  |  |
| 12 | P | Viola Sossai        | 24 maggio 2008    |  |  | Juventus   |  |  |
|    |   |                     |                   |  |  |            |  |  |
|    | D | Elisa Bertero       | 16 novembre 2008  |  |  | Juventus   |  |  |
| 16 | D | Martina Bressan     | 1º gennaio 2008   |  |  | Inter      |  |  |
| 5  | D | Sofia Pomati        | 11 febbraio 2008  |  |  | Milan      |  |  |
|    | D | Francesca Randazzo  | 21 marzo 2008     |  |  | Sassuolo   |  |  |
|    | D | Sara Terlizzi       | 9 settembre 2008  |  |  | Roma       |  |  |
| 3  | D | Caterina Venturelli | 15 ottobre 2008   |  |  | Sassuolo   |  |  |
| 15 | D | Sofia Verrini       | 13 novembre 2008  |  |  | Inter      |  |  |
|    |   |                     |                   |  |  |            |  |  |
| 8  | C | Benedetta Bedini    | 11 luglio 2008    |  |  | Fiorentina |  |  |
| 10 | C | Rachele Giudici     | 10 novembre 2008  |  |  | Inter      |  |  |
|    | C | Stella Ieva         | 4 gennaio 2008    |  |  | Fiorentina |  |  |
|    | C | Angelica Montaperto | 18 settembre 2008 |  |  | Milan      |  |  |
| 23 | C | Valentina Piccardi  | 14 aprile 2008    |  |  | Juventus   |  |  |
| 6  | C | Giulia Robino       | 18 gennaio 2008   |  |  | Inter      |  |  |
|    |   |                     |                   |  |  |            |  |  |
| 18 | A | Anna Copelli        | 1º gennaio 2008   |  |  | Juventus   |  |  |
| 7  | A | Giulia Galli        | 23 marzo 2008     |  |  | Roma       |  |  |
|    | A | Morena Gianfico     | 27 gennaio 2008   |  |  | Napoli     |  |  |
| 17 | A | Martina Romanelli   | 6 ottobre 2008    |  |  | Inter      |  |  |
| 20 | A | Lucrezia Sasso      | 15 gennaio 2008   |  |  | Inter      |  |  |

### Staff
Lo staff della nazionale si compone dal commissario tecnico, che allena, convoca e schiera in campo le atlete ed è assistito da un assistente allenatore. Ad aiutare gli allenatori, ci sono il preparatore atletico, il preparatore dei portieri, il capo delegazione, il segretario, i medici, i massofisioterapisti e gli osservatori, che assistono ai match degli avversari.

### Staff tecnico
Dal sito della FIGC.
- Commissario tecnico: Selena Mazzantini
- Assistente allenatore : Mauro Girini
- Capo delegazione: Manuela Di Centa
- Preparatore atletico: Marco Brigati
- Preparatore dei portieri: Riccardo Ventrella
- Match analyst: Igor Graziani
- Medici: Gloria Modica, Noemi Girardi, Riccardo Di Niccolo, Alessandro Galati, Matteo Vacca
- Fisioterapista: Federica Nappo Quintiliano
- Nutrizionista: Barbara Filosini